# إقليم أنكاش
انكاش (بالإنجليزية: Ancash )‏ هو إقليم في شمال بيرو. يحده إقليم لا لبيرتاد في الشمال، وإقليم وانوكو وإقليم باسكو على الشرق، وإقليم ليما على الجنوب، والمحيط الهادي من الغرب . عاصتمه هي مدينة وراز، وأكبر مدنها، المنفذ هو شيمبوتي. اسم الإقليم تتبع من كلمة كيتشوا، وهي ما يعني الزرقاء. (spg11)

## تاريخ
بين عامي 400 و600 قبل الميلاد، نشأت وازدهرت أول حضارة بيروفية، المعروفة باسم تشافين، في هذه المنطقة. ولا تكمن أهمية هذه الثقافة في قدمها فحسب، بل في تاريخها وثقافتها المشتركة مع ثقافات أخرى على طول أراضي الأنديز والأمازون. وكما قال عالم الآثار خوليو سي. تيلو: "كانت تشافين أم جميع الثقافات التي ازدهرت لاحقًا في بيرو القديمة".
خلال عصر الإنكا، تم استيعاب سكان وادي سانتا في إمبراطورية الإنكا على يد باتشاكوتي.

## أعلام
- كارلوس توريس كارو